# كيومي والر
كيومي والر (بالإنجليزية: Kiyomi Waller)‏ هو دراج أمريكي، ولد في 21 ديسمبر 1967 في أوسيانسيدي في الولايات المتحدة.